# Cordón del Azufre
El Cordón del Azufre es una cadena de pequeños cráteres apagados de pocos cientos de metros de diámetro, que constituyen un volcán inactivo localizado en los Andes, en el límite de la Provincia de Catamarca en la Argentina y la Región de Atacama en Chile.

## Fuente
- Siebert, L. y T. Simkin. 2002. Smithsonian Institution, Programa Global de Vulcanismo: volcanes del mundo.